# Michel Pablo
Michel Pablo (Μισέλ Πάμπλο; Alejandría, 24 de agosto de 1911-Atenas, 17 de febrero de 1996) era el pseudónimo de Michalis N. Raptis (en griego: Μιχάλης Ν. Ράπτης), líder trotskista de origen griego. Dirigió la IV Internacional desde el final de la Segunda Guerra Mundial hasta 1965, cuando fue excluido junto con la facción que encabezaba, Tendencia Marxista Revolucionaria. Comprometido habitualmente con las luchas por la descolonización, colaboró estrechamente con el Frente de Liberación Nacional argelino y los palestinos.